# 4699 Sootan
4699 Sootan је астероид главног астероидног појаса са средњом удаљеношћу од Сунца која износи 2,551 астрономских јединица (АЈ).
Апсолутна магнитуда астероида је 14,2.